# Cico SA
Die Cico SA war ein französischer Hersteller von Automobilen. Cico stand für Chaudronnerie Industrielle du Centre-Ouest.

## Unternehmensgeschichte

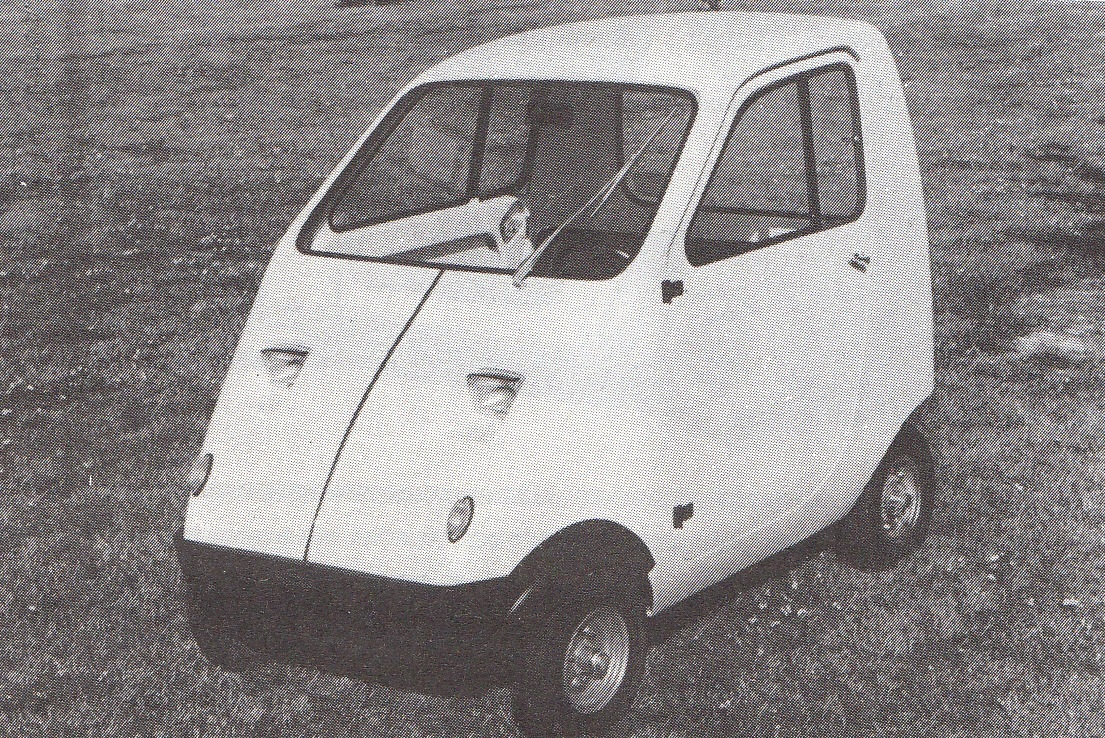
Cicostar LC 79 (1981)

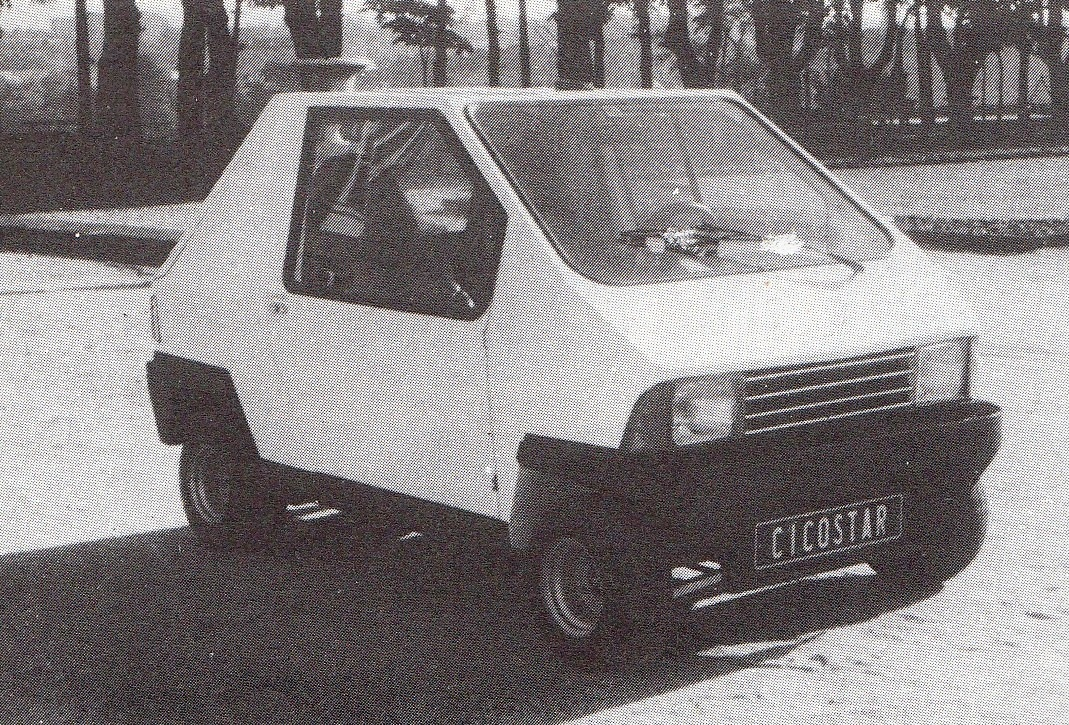
Cicostar Matic

Das Unternehmen begann 1979 mit der Produktion von Automobilen. Standort war an der Rue Léonard Samie 52–54 im Industriegebiet Magré et Romanet von Limoges. Der Markenname lautete Cicostar. 1984 endete die Produktion.

## Fahrzeuge
Das Unternehmen stellte Kleinstwagen her. Die Motoren waren im Heck montiert. Zunächst standen ein Dreirad mit einem Einbaumotor von Sachs mit 47 cm³ Hubraum und ein Vierrad mit einem Motor von Motobécane mit 49,9 cm³ Hubraum im Angebot. Die Fahrzeuge waren 194 cm lang, 112 cm breit und 144 cm hoch. Später im Jahre 1980 ergänzte das Modell Matic mit vier Rädern das Sortiment. Zur Auswahl standen Motoren mit 50 cm³ und 125 cm³ Hubraum. Ein etwas längeres Modell namens Starvan blieb ein Prototyp.